# プレゲトーン
プレゲトーン（古希: Φλεγέθων, Phlegethōn）は、ギリシア神話に登場する冥府に流れる炎の川である。ギリシア語で「燃え盛る」という意味である。別名：ピュリプレゲトーンもしくはピュリフレゲトーン（Πυριφλεγέθων, Pyriphlegethōn：「燃え盛る炎」の意）。長母音を省略してプレゲトン、ピュリプレゲトン、ピュリフレゲトンとも表記される。
プラトーンが執筆したソクラテスの死刑当日を舞台とした対話篇『パイドン』に記述されている。その内容を要約すると「オーケアノスとアケローン川の中間を流れ、出てくる場所の近くで広大な火の領域に流れ込み、地中海より大きい水と泥を沸騰させる湖を形成する。そして地をドロドロと曲がりくねりながら進みアチェルシア湖（アケルーシアス湖）の端にたどり着くが、この湖の水とは交じり合わない。その後地を巡り巡ってタルタロスに流れ込む。これがピュリフレゲトーンであり、大地の様々な場所から吹きあがるのもそう呼ばれる。」とある。